# عائلة كارلوس الرابع (لوحة)

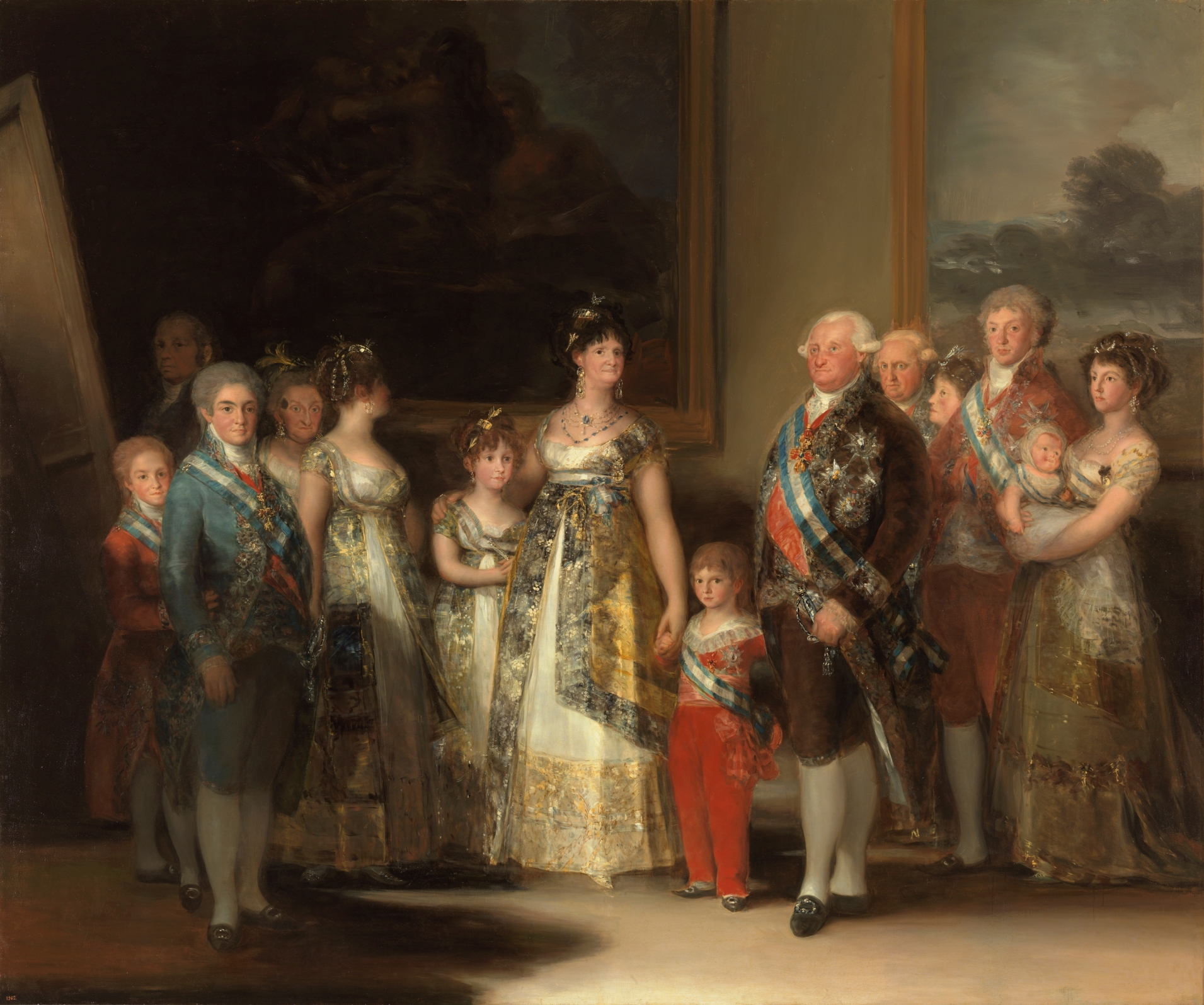
عائلة كارلوس الرابع

لوحة عائلة كارلوس الرابع هي صورة جماعية رُسمت عام 1800 على يد الرسام فرانثيسكو غويا ورسمت اللوحة على القماش. وهي محفوظة في متحف برادو الذي يوجد في مدريد. بدأ غويا العمل على اللوحة في فصل الربيع لعام 1800 وكانت اللمسة الأخيرة في يونيو عام 1801.تنتمى اللوحة إلى مجموعة خاصة من لوحات القصر الملكى في مدريد، والآن أصبحت جزءاً من متحف برادو الذي تأسس حديثاً عام 1824 من قِبل الملك فرديناند السابع الذي يظهر في الصورة.
تحمل الصورة رقمP00726 منذعام1942 وفي نفس العام ظهرت في لائحة أعمال المتحف ولكن مع التغيير الذي أجراه فرانسيسكو خافيير سانشيز كانتون وهونائب مدير متحف برادو.تُعرض اللوحة في الغرفة رقم 32 من المعرض في الطابق الأرضى للمبنى كما خطط لها خوان دى فيلانوفا.
تُعتبر اللوحة هي خُلاصة أعمال كثيرة قام بها غويا وتُعد واحدة من أكثر اللوحات تعقيداً، ومنهم (عائلة فييليب الخامس للويس ميشيل فان لو عام 1743 والفتيات أو عائلة فيليب الرابع لدييغو فيلاثكيث عام 1656 ).
كشفت اللوحة عن قدرة غويا في السيطرة على كل التفاصيل على حد سواء وأيضاً إتقانه في رسم الضوء وتعريفه الدقيق للشخصيات.

## تـاريخ اللوحــة
منذ عام 1789 كان غويا رسام محكمة الملك كارلوس الرابع.لكن قبل صورة كارلوس الثالث في لباس المحكمة أعتاد على رسم الملوك بشكل فردى وليس في مجموعات. في ربيع عام 1800،بعد أشهرقليلة تم تعيينه رسام المحكمة الأولى وكُلف بتنفيذ صورة كبيرة للعائلة المالكة بأكملها.بفضل خطابات الملكة ماريا لويزا من بارما إلى مانويل غودوى تمكننا من معرفة عملية الرسم خُطوة بخُطوة.بدأغويا العمل على اللوحة في مايو 1800عندما سمحت له العائلة المالكة بالإقامة لديهم في قصر أرانخويث.بين مايو ويوليو أدى الرسومات من كل أعضاء العائلة المالكة وذلك بُناء على رغبة الملكة وهو أن يرسم الفنان بشكل منفصل كل فرد من العائلة تجنباً لحضور العائلة كلها في فترات التصوير الطويلة والمملة. جميع الرسوم واضحة من حيث ملامح الوجه و أخذ بالاعتبار النِسب بين الأعضاء وأُضيفت الفروق الدقيقة في الألوان.
قدم غويا في 23 يوليو دقيقة لعشر صور ولكن تم الحفاظ على خمس صور فقط في متحف برادو وهم:
1. انفانتا ماريا خوزيفا.
2. إل إنفانتي كارلوس ماريا إيسيدرو.
3. إل إنفانتي فرانسيسكو دي باولا.
4. إل إنفانتي أنطونيو باسكوال
5. لويس ملك إتروريا.

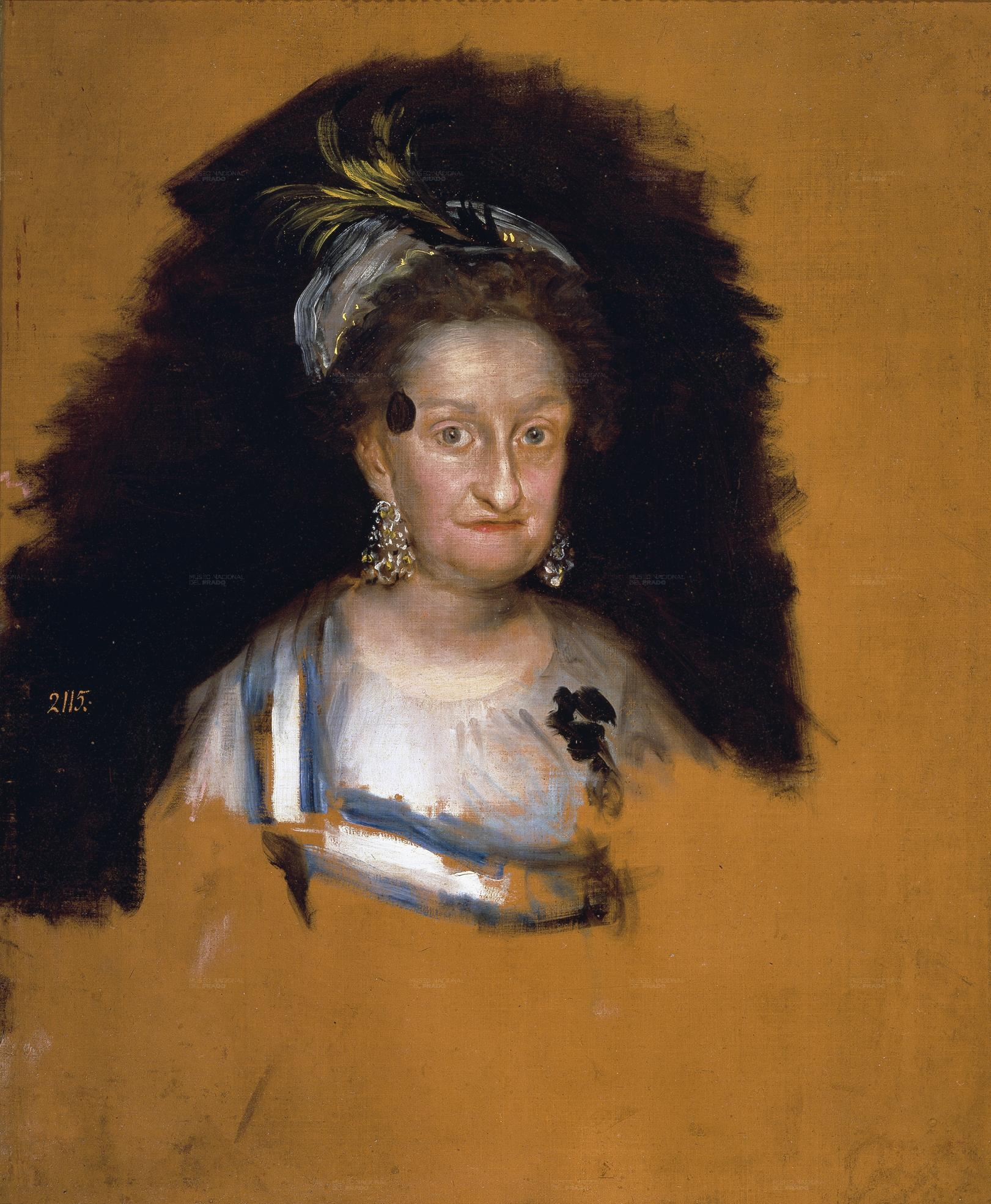
لاإنفانتا ماريا خوزيفا

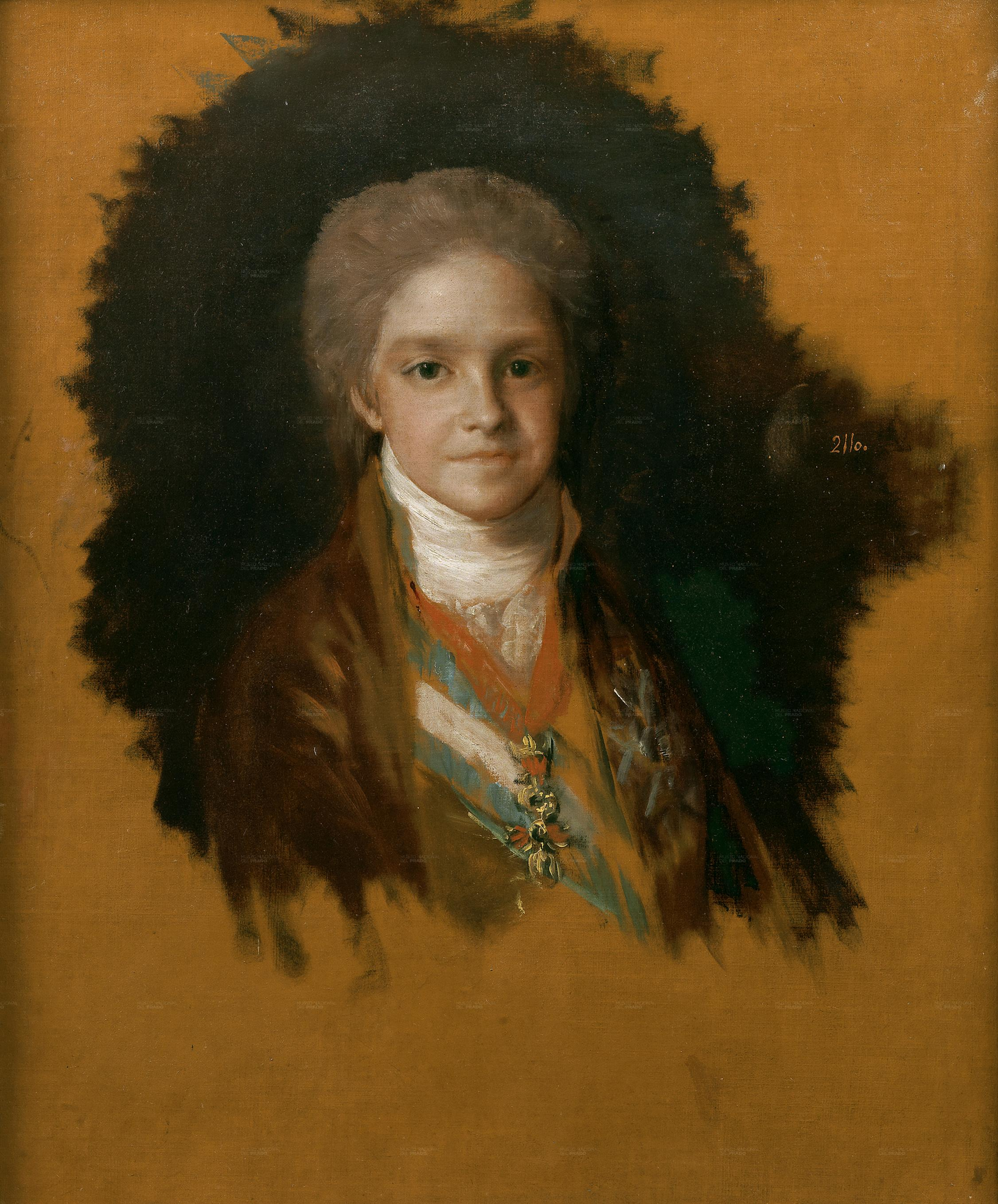
إل إنفانتي كارلوس ماريا إيسيدرو

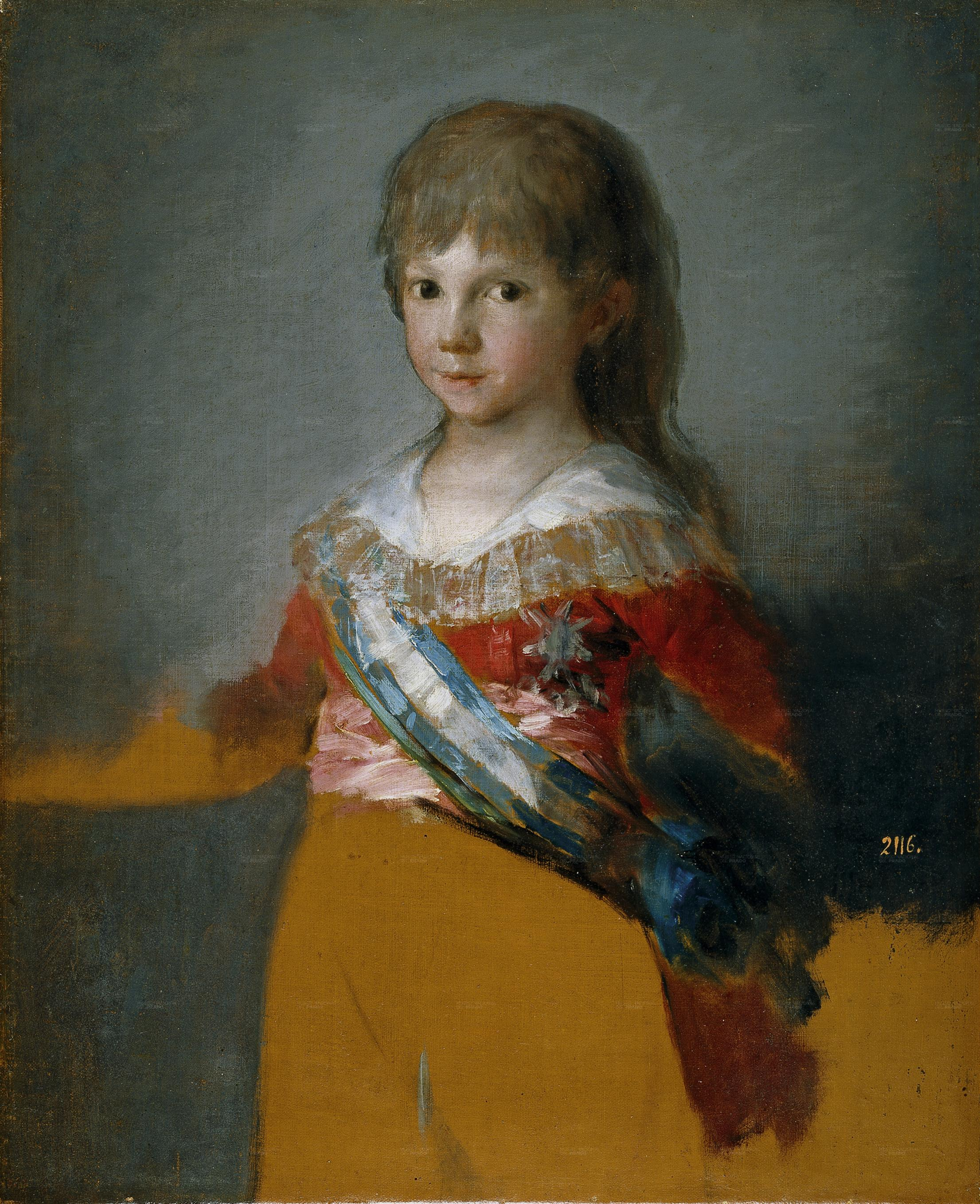
إل إنفانتي فرانسيسكو دي باولا

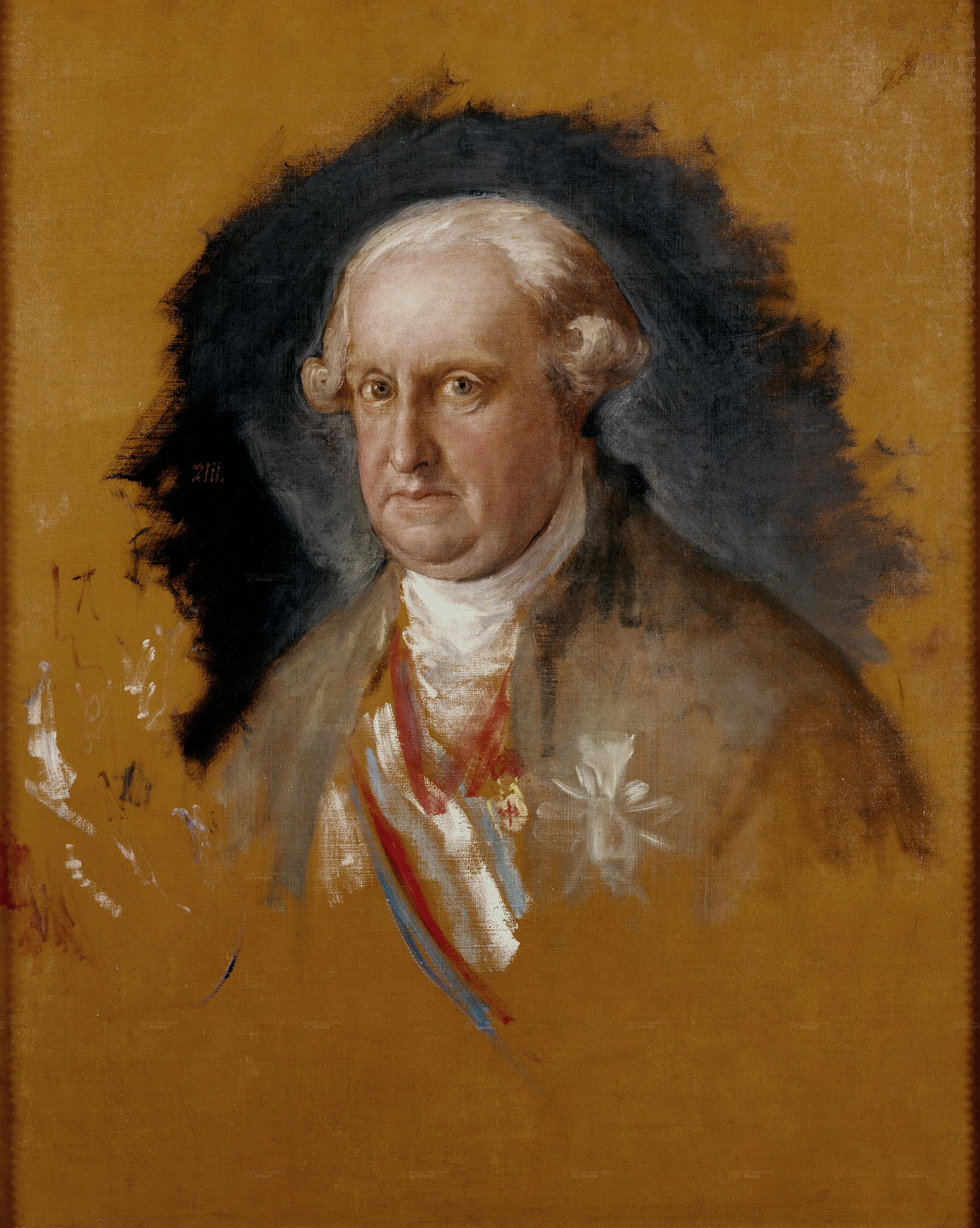
إل إنفانتي أنطونيو باسكوال

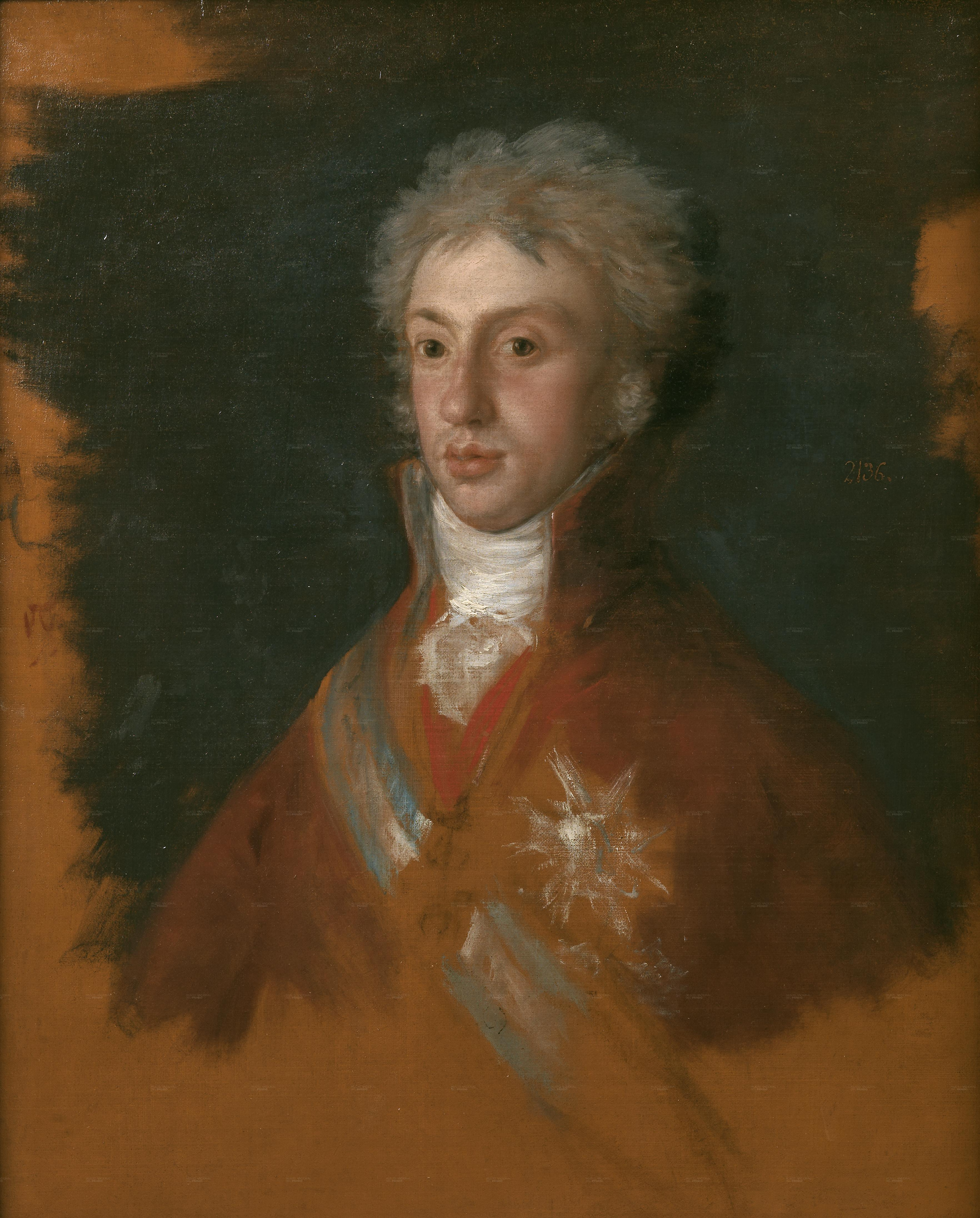
لويس ملك إتروريا

من الرسومات المفقودة معروفة باسم نُسخ اجوستين استيف قام بها في ورشة عمل ووزِعت على جميع المتاحف عُرفت باسم مستقبل فرناندو السابع وهي معروضة في متحف المتروبوليتان للفنون في نيويورك،ويعتبر المتحف من أشهر متاحف الولايات المتحدة بل في العالم كله وهو الأكبر في مدينة نيويورك .وأخيراً عمل غويا في الجزء النهائي بين يونيو 1800 وديسمبر 1801 وتم تقديمه للملك.

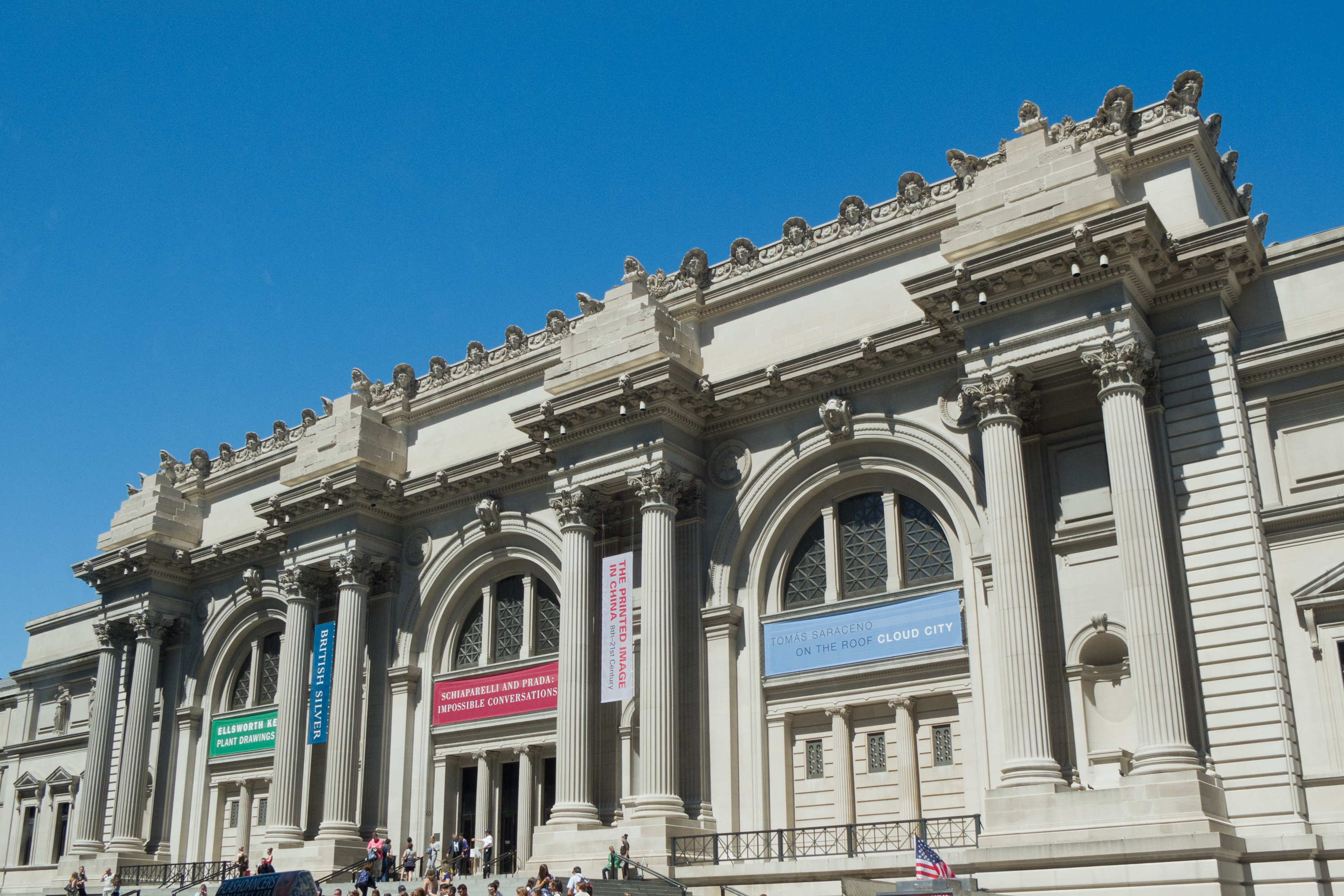
متحف الميتروبوليتان للفنون

### رأى العائلـة المالكـية في اللوحــة
وقد قيل أن الصورة لم تنل إعجاب العائلة المالكة كما توقع الرسام مثلما حدث مع لوحة عائلة فيليب الخامس للفنان فان لوو.

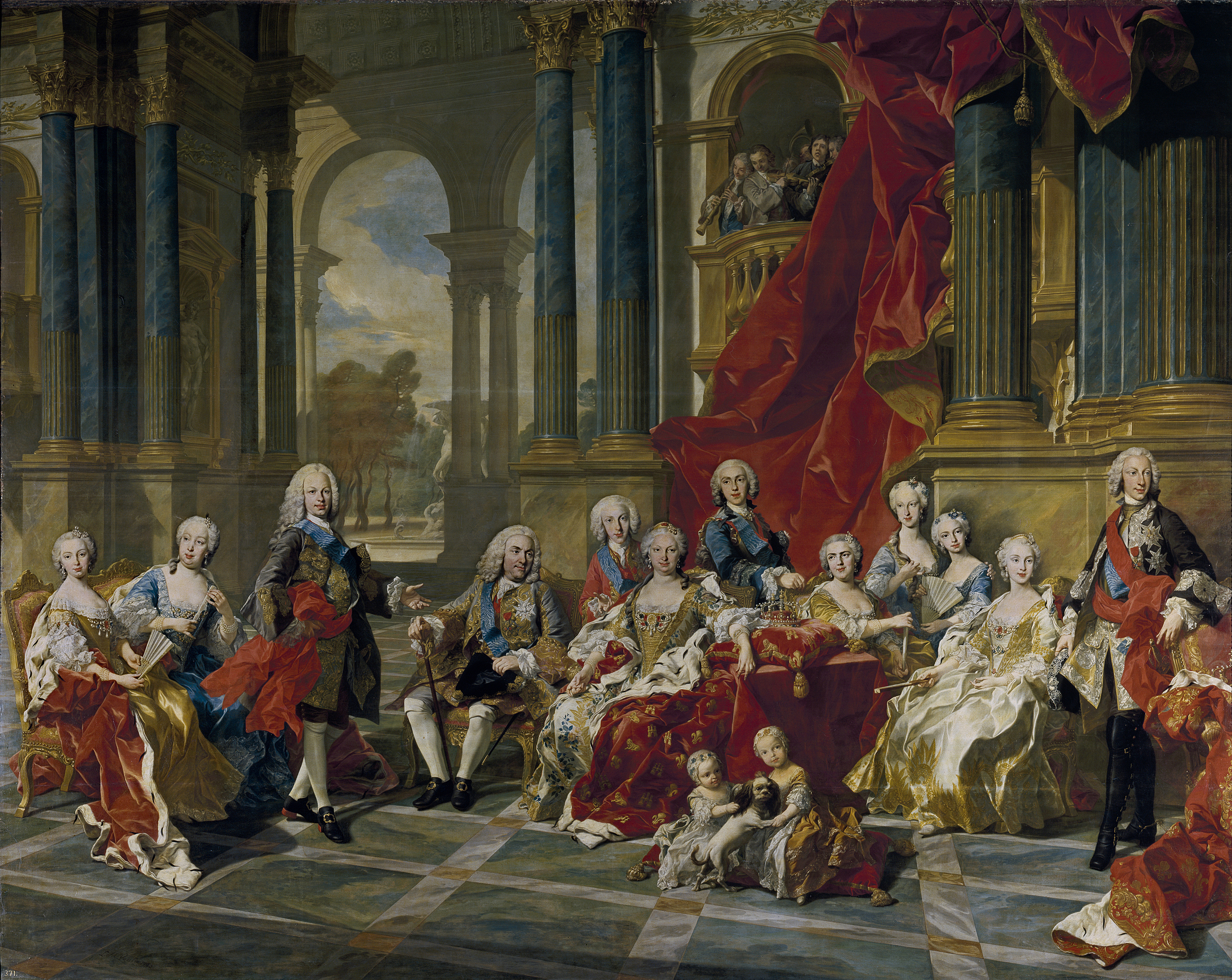
لوحة فيليب الخامس لفان لوو

يشير كارلوس الرابع للصورة باسم الكل معاًوأن الرسام رسم الشخصيات بإتقان وواقعية وتكاد الصورة أن تكون حية، عدد قليل من الرسامين يمكن الوصول لهذه الواقعية،تلك الصورة تقول الكثير لأننا جميعا شعب عظيم، لأننا نحب عائلاتنا وأزواجنا.وكان هناك الكثير من التضارب في الآراء حول الصورة ولذلك كان الشعور بالكراهية والغضب والحب ظاهر في اللوحة. ومع مقارنة اللوحة باللوحات الملكية الآخرى في نفس الوقت نجد أنها كانت تُعبر وبشكل كبير عن حبه للمك ولعائلته.

### رأى غويـا في اللوحـة
باعتباره رسام البورتريه، لديه بعض الخصائص التي يمكن ملاحظتها في العديد من اللوحات التي طورها طوال حياته المهنية من بينها هذه اللوحة مثل:
- توضيح العامل النفسى كما سبق الإشارة له في السطور السابقة .
- إتباع الحركة الفنية في ذلك الوقت وهي الكلاسيكية الحديثة التي تنص على وضع الاهتمام على الرسم وإهمال الخلفية إلى حد كبير.[14]

## تحلـيل اللوحــة

اللوحة بالتفصيل

تظهر جميع أفراد العائلة الملكية بوضوح شديد، حيث تتوسط الملكة ماريا لويزا وتضع يدها على أكتاف لانفانتا ماريا إيزابيل وتمسك بيدها الآخرى ال أنفانتى دون فرانسيسكو دي باولا، والذي يمسك بيد للملك.

## مراجـع
1. ↑   https://www.museodelprado.es/en/the-collection/art-work/the-family-of-carlos-iv/f47898fc-aa1c-48f6-a779-71759e417e74. اطلع عليه بتاريخ 2024-08-08. {{استشهاد ويب}}: |url= بحاجة لعنوان (مساعدة) والوسيط |title= غير موجود أو فارغ (من ويكي بيانات) (مساعدة)
2. ↑  Make Lists, Not War (بالإنجليزية), QID:Q97309629
3. 1 2   https://www.museodelprado.es/en/the-collection/art-work/the-family-of-carlos-iv/f47898fc-aa1c-48f6-a779-71759e417e74. اطلع عليه بتاريخ 2016-10-30. {{استشهاد ويب}}: |url= بحاجة لعنوان (مساعدة) والوسيط |title= غير موجود أو فارغ (من ويكي بيانات) (مساعدة)
4. ↑  "تعريف باللوحة". مؤرشف من الأصل في 2019-05-18.
5. ↑  "متحف برادو". مؤرشف من الأصل في 2015-06-17.
6. ↑  "تعريف بالرسام". مؤرشف من الأصل في 2019-05-18.
7. ↑  "لمحة عن الكاتب". مؤرشف من الأصل في 2019-05-18.
8. ↑  "تفاصيل اللوحة". مؤرشف من الأصل في 2015-06-17.
9. ↑  "رسم غويا". مؤرشف من الأصل في 2013-10-01.
10. ↑  "غويا ورسم اللوحة". مؤرشف من الأصل في 2018-10-15.
11. ↑  "متحف المتروبوليتان في نيويورك". مؤرشف من الأصل في 2016-09-10.
12. ↑  "لوحة فيليب الخامس". مؤرشف من الأصل في 2013-07-08.
13. ↑  "الآراء حول اللوحة". مؤرشف من الأصل في 2016-03-05.
14. ↑  familia de Carlos IV.htm "رأى الرسام في اللوحة". مؤرشف من الأصل في 2014-10-14. {{استشهاد ويب}}: تحقق من قيمة |مسار أرشيف= (مساعدة)

## انظر أيضًـا
- 2 مايو 1808
- ساتورن يلتهم ابنه
- اللوحات السوداء
- التعليم: في الماضي والحاضر والمستقبل
- عجوز تطهو البيض
- أسطورة أراكني